# 百慕達刺蝶魚
百慕達刺蝶魚為輻鰭魚綱鱸形目鱸亞目蓋刺魚科的其中一個種。它主要生活在西大西洋。

## 分类
1876年美国鱼类学家乔治·布朗·古德首次描写百慕達刺蝶魚，当时他给它们的学名是拉丁語：，即額斑刺蝶魚的一个百慕大亚种。今天使用的正模標本由大卫·斯达尔·乔丹和克劳兹雷·路易斯·里特使用在佛罗里达西点找到的鱼描写。国际动物命名法规今天使用这个正模标本。百慕達刺蝶魚与額斑刺蝶魚经常杂交。

## 分布和环境
本魚分布於西大西洋區，从北卡洛琳娜州到百慕達群島、巴哈馬群島、从佛罗里达州到古巴、貝里斯、牙買加、墨西哥灣等海域，向西一直延申到墨西哥尤卡坦州，向东抵达波多黎各和维尔京群岛。百慕達刺蝶魚是一个底栖物种，与海绵、珊瑚等生物一起生活在2到93米深的海底。它日间活动，夜里藏在礁石里。幼鱼生活在比较受保护的地区比如海湾里、水道里或者内陆环礁里。

## 深度
水深2至92公尺。

## 特徵
本魚體側扁，略呈長橢圓，唇短口小，口中有刷子的须般的牙。它们身上还有一系列白色竖痕，这些竖痕向腹鳍和臀鳍的方向有鲜艳蓝色的边缘。它们身上的颜色是蓝色和黄色，脸上的黄色鲜艳，胸上和额头有蓝色的光泽，胸鳍黄色和蓝色，尾鳍有黄色的边缘。腹鳍和臀鳍也有黄边以及黄色的飘带。腹鳍有15条棘和19到21条软条，臀鳍有3跟棘和20至21条软条。幼鱼前身黄色，向后变成棕黄色。尾鳍、胸鳍和腹鳍有鲜艳的黄色。成魚背鰭與臀鰭與尾鰭的軟條部有寬的黃色邊緣且延長。在前額上具一黑色斑。稚魚體藍色,具三條白色細直條紋， 胸鰭基部藍色, 具有一個分開兩者顏色的寬的黃色條紋； 吻部、尾鰭、腹鰭淡黃色。體長可達45公分。

## 食物
百慕達刺蝶魚的主要食物是海綿，但是也有观察到它们吃被囊动物、珊瑚蟲、水母和藻類。幼鱼是清洁鱼，它们吃来公共清洁场所其它鱼皮肤上的寄生虫。它们能够产生非常响的声音，估计是为了惊吓捕猎它们的鱼，或者用来吸引同类。

## 繁殖
一般百慕達刺蝶魚的成鱼成对生活，而且这样的对终年生活在一起。一般认为这说明它们是一夫一妻生活的。產卵时它们逐渐向上游动，它们的腹部贴在一起，同时排出卵和精子。雌鱼每次产2.5到7.5万枚卵，在整个繁殖季里它可以产1000万枚卵。所有这些透明和遠洋的卵都带有一点油添加它们的浮力。
15到20小时后卵孵化，孵化出来的前幼鱼粘在一个大的蛋黄袋上，它们没有鳍、眼和肠。约48小时后蛋黄被吸收，鱼演化成一条真正的幼鱼并开始吃浮游植物。此后它们成长迅速。在3到4个星期内它们逐渐沉到海底生活。幼鱼非常领域性，它们建立一个清洁场后会捍卫这个场地。有学者认为幼鱼鲜艳的颜色是让有兴趣的顾客知道那么设立了一个清洁站。

## 經濟利用
可作為觀賞魚。经常在水族饲养中使用。